# Дін Мілвейн
Дін Мілвейн (англ. Dean Milwain, 18 жовтня 1986) — британський плавець.
Учасник Олімпійських Ігор 2008 року.
Переможець Ігор Співдружності 2006 року.